# Arienis
Arienis (en griego: Άρύηνις Arúēnis), fue una princesa lidia que vivió en el siglo VI a. C., Según el historiador griego Heródoto, era hija del rey Alíates y, por tanto, hermana del futuro rey Creso.

## Familia
Aryenis también fue la reina consorte de Astiages, rey de Media. Fue entregada en matrimonio a Astiages para sellar un tratado entre Ciáxares de Media y Aliates de Lydia, después de la Batalla del eclipse.
Heródoto no la identifica claramente como la madre de Mandane y se especula que Mandane, esposa de Cambises I de Anshan, pudo haber nacido de una esposa anterior de Astiages.
Era nieta de Sadiates y su esposa Lide, y bisnieta de Ardis II. Su padre, Alíates, fue el cuarto rey de la dinastía Mermnada que reinó en Lidia. Tuvo al menos dos esposas y cuatro hijos. Arienis y su hermano Creso eran hijos de Alíates con una mujer caria. Tenía un medio hermano llamado Pantaleón, hijo de Alíates con una mujer griega. Arienis también tenía una hermana que estaba casada con Melas, tirano de la ciudad griega de Éfeso. Arienis debía ser dos o tres años mayor que Creso, siendo para 585 a. C. lo suficientemente mayor como para casarse.
Según Heródoto, Aliates y Ciaxares, rey de los medos, habían estado en guerra constante desde 590 a. C., pero tras la Batalla del eclipse, los dos combatientes concluyeron un tratado de paz. El acuerdo se selló con el matrimonio diplomático de Arienis con Astíages, hijo y sucesor de Ciaxares, reforzando así su alianza. A través de este matrimonio, Astíages se convirtió en yerno de Aliates y cuñado de Creso, que asumió el trono de Lidia en560 a. C., Esta alianza preservó a Lidia durante otra generación, en la que disfrutó de su periodo más brillante. De hecho, no existe ninguna fuente independiente con la que se pueda verificar el relato de Heródoto.
Tras el tratado, Ciaxares murió, dejando el trono a su hijo AstIages. Con su marido en el trono, Arienis se convirtió en la reina consorte y posiblemente fue la madre de Amitis, que se casó con Ciro el Grande, fundador del Imperio aqueménida. Mandane era hija de Astyages, pero Heródoto no menciona claramente que Arienis fuera la madre de Mandane y se especula con la posibilidad de que Mandane haya nacido de una esposa anterior de Astyages. Mandane habría estado casada con el rey persa Cambyses I, del que tuvo un hijo llamado Ciro el Grande. La posibilidad de que Mandane sea hija de otra esposa de Astyages cobra fuerza, pues si tenemos en cuenta la fecha de nacimiento de Ciro en 576 a. C. sería imposible que Mandane fuera hija de Arienis. Sin embargo, la historicidad del matrimonio entre Mandane y Cambises es dudosa. De hecho, si Arienis es la madre de Mandane, también sería la suegra de Cambyses I y la abuela materna de Ciro.
La caída de su marido a manos de Ciro el Grande dio a Creso un motivo para cruzar el río Halis con el fin de vengarse de los persas.